# Johnius elongatus
Johnius elongatus es una especie de pez de la familia Sciaenidae en el orden de los Perciformes.

## Morfología
• Los machos pueden llegar alcanzar los 30 cm de longitud total.

## Alimentación
Come gusanos  bentónicos y crustáceos.

## Hábitat
Es un pez de mar y clima tropical y demersal que vive hasta los 30 m de profundidad.

## Distribución geográfica
Se encuentra en el Índico occidental: costa occidental de la India y Sri Lanka.

## Uso comercial
Se comercializa fresco y en salazón.

## Observaciones
Es inofensivo para los humanos.